# Správní obvod obce s rozšířenou působností Vrchlabí
Správní obvod obce s rozšířenou působností Vrchlabí je od 1. ledna 2003 jedním ze tří správních obvodů rozšířené působnosti obcí v okrese Trutnov v Královéhradeckém kraji. Čítá 16 obcí.
Města Vrchlabí a Hostinné jsou obcemi s pověřeným obecním úřadem.

## Seznam obcí
Poznámka: Města jsou vyznačena tučně, městyse kurzívou.
- Čermná
- Černý Důl
- Dolní Branná
- Dolní Dvůr
- Dolní Kalná
- Dolní Lánov
- Horní Kalná
- Hostinné
- Klášterská Lhota
- Kunčice nad Labem
- Lánov
- Prosečné
- Rudník
- Strážné
- Špindlerův Mlýn
- Vrchlabí

## Obyvatelstvo
| Rok  | Obyv.  | ± %    |
| ---- | ------ | ------ |
| 1869 | 34 442 | —      |
| 1880 | 35 110 | +1,9 % |
| 1890 | 35 859 | +2,1 % |
| 1900 | 37 691 | +5,1 % |
| 1910 | 38 871 | +3,1 % |

| Rok  | Obyv.  | ± %     |
| ---- | ------ | ------- |
| 1921 | 35 038 | −9,9 %  |
| 1930 | 36 524 | +4,2 %  |
| 1950 | 31 875 | −12,7 % |
| 1961 | 26 874 | −15,7 % |
| 1970 | 27 067 | +0,7 %  |

| Rok  | Obyv.  | ± %    |
| ---- | ------ | ------ |
| 1980 | 28 319 | +4,6 % |
| 1991 | 28 612 | +1 %   |
| 2001 | 28 374 | −0,8 % |
| 2011 | 28 150 | −0,8 % |
| 2021 | 26 515 | −5,8 % |